# Inga Lindström: Klang der Sehnsucht
Klang der Sehnsucht ist ein deutscher Fernsehfilm von Stefanie Sycholt aus dem Jahr 2019. Er ist Bestandteil des ZDF-Herzkino-Sonntagsfilms und der 81. Film der Inga-Lindström-Reihe nach der gleichnamigen Erzählung von Christiane Sadlo. Die Hauptrollen sind mit Stephanie Stumph, Sebastian Achilles, Marion Mitterhammer und Tara Fischer besetzt.

## Handlung
Als die Dirigentin Stine Sunström aus Rom in ihre Heimat Nörrköping zurückkehrt, um einerseits einige Sachen in ihrem Leben zu ordnen und andererseits das Sommerkonzert zu dirigieren, ahnt sie nicht, dass sie als Erstes ihrer alten Liebe Mads begegnet. Er ist der Segellehrer ihrer Schwester Lene, die eigentlich ihre Tochter ist. Aber als sie mit 16 Jahren schwanger wurde, wollte ihre Mutter Birgit nicht, dass sie ihre Zukunft verbaut und hat sich als Mutter von Lene ausgegeben.
Stine erzählt ihrer Mutter, dass es nun an der Zeit ist, Lene die Wahrheit zu sagen, da sie sie nach dem Sommer mit nach Rom nehmen will, was Birgit gar nicht passt. Auch im Orchester hat sie bei der ersten Probe Probleme, weil der Konzertmeister Hugo keine Frau als Dirigentin akzeptieren will. Als Stine später nach Hause kommt trifft sie auch auf ihn, er war der Freund ihrer Mutter und will es wieder werden. Zufälligerweise bekommt Hugo später ein Gespräch zwischen Birgit und Stine mit und erfährt so, dass Lene die Tochter von Stine ist.
Mads trifft sich mit Stine und er sagt ihr, dass er nun mit Martha verheiratet ist, sie aber bisher keine Kinder haben, weil Martha als Psychologin dazu keine Zeit hätte. Lene schwärmt gegenüber ihrer Schwester von Oliver, dabei stellt sich heraus, dass er als junger Pianist im Orchester mitspielt und Stine findet es gar nicht gut, dass er so viel Zeit mit Lene verbringt, anstatt zu üben. Als sich Stine und Mads sich an ihrem alten Geheimort treffen, kommen sie sich wieder näher und schlafen miteinander. Danach gesteht Stine, dass Lene ihre gemeinsame Tochter ist, aber noch nichts davon weiß. Mads ist darüber so schockiert, dass er mit seiner Frau darüber reden muss und ihr auch eingesteht, dass er mit Stine geschlafen hat.
Als Hugo bei einer neuerlichen Probe wieder über Stine lästert, bittet sie ihn, doch seine Version des Stücks vorzuführen. Er fühlt sich gekränkt und plaudert lauthals heraus, dass Lene Stines Tochter ist. Was beide nicht wissen ist, dass Lene und Mads im Zuschauerraum sitzen und den Proben zugehört haben. Lene rennt davon, Mads und Stine verfolgen sie. Sie will aber nicht mit ihrer Mutter reden und Mads kann sie wenigstens beruhigen, als er ihr erzählt, dass er bis vor Kurzem auch nichts davon gewusst hat. Stine hat nun eine Idee, wie sie wenigstens die Probleme mit dem Orchester lösen kann, sie schlägt vor, dass man nicht das Stück von Beethoven, sondern ihre eigene Symphonie, die sie für Mads geschrieben hat, aufführt.
Mads hat eingesehen, dass seine Ehe mit Martha keine Zukunft mehr hat, weil sie auch nachts mehr Zeit für ihre Patienten als für ihn hat. Lene will Oliver vor dem Konzert besuchen und trifft ihn zusammen mit Barbara. Sie fragt danach ihre Mutter, ob sie etwas davon gewusst habe, sie meint, sie habe die beiden einmal zusammen gesehen. Wenigstens akzeptiert Lene jetzt, dass Stine ihre Mutter und nicht ihre Schwester ist, findet aber, dass auch Birgit ihre Mutter ist, weil sie sie ja aufgezogen hat.
Am Konzert verzückt Stine mit ihrer Symphonie alle, auch Hugo. Er revidiert seine Meinung über sie und bietet ihr an, das Orchester fix zu übernehmen, da sie ja noch einen neuen Dirigenten brauchen. Als Stine nach Mads sucht, sagt ihr ihre Mutter, dass sie vermutet, dass er an ihrem Lieblingsplatz auf sie wartet. Sie findet ihn wirklich dort und sagt ihm, dass sie in Nörrköping bleiben wird. Beide gestehen sich ein, dass sie nie aufgehört haben, sich zu lieben.

## Hintergrund
Klang der Sehnsucht wurde unter dem Arbeitstitel Symphonie der Sehnsucht vom 10. Mai bis zum 7. Juni 2019 an Schauplätzen in Norrköping und Vikbolandet gedreht. Produziert wurde der Film von der Bavaria Fiction GmbH.

## Rezeption

### Einschaltquote
Die Erstausstrahlung am 8. September 2019 im ZDF wurde von 4,43 Millionen Zuschauern gesehen, was einem Marktanteil von 13,4 % entspricht.

### Kritiken
Die Kritiker der Fernsehzeitschrift TV Spielfilm zeigten mit dem Daumen geradeaus und fassten den Film mit den Worten „Beethoven, Boshaftigkeiten und Banales“ kurz zusammen.
Tilmann P. Gangloff von Tittelbach.tv meinte dazu „Eine Frau Anfang 30 kehrt in ihre Heimat zurück und verliebt sich aufs Neue in ihre Jugendliebe: Solche Geschichten haben ARD und ZDF freitags und sonntags schon vieldutzendfach erzählt.“ und „Der Handlungskern ist jedoch ein anderer: Dirigentin Stine will ihrer 16jährigen „Schwester“ endlich gestehen, dass sie ihre Mutter ist.“ sowie „Sehenswert ist das romantische Drama vor allem wegen des ausnahmslos gut geführten Ensembles.“.